# Sambo vid europeiska spelen
Sambo vid europeiska spelen är sambotävlingar som ingår i de europeiska spelen. Sambo var en av de 20 sporter som fanns med vid de första europeiska spelen 2015. Sporten finns med på programmet även under andra upplagan 2019.
Sambo är en av två icke olympiska sporter som har funnits på programmet under europeiska spelen.

## Grenar
Vid de första europeiska spelen avgjordes åtta grenar i sambo. Till tävlingarna under 2019 har grenarna utökats till 18. 
|       |  |   |    |  |  |  |  |  |  |  |  |  |  |  |  |  |  |  |  |  |  |  |  |  |  |  |
| Sambo |  | 8 | 18 |  |  |  |  |  |  |  |  |  |  |  |  |  |  |  |  |  |  |  |  |  |  |  |

## Medaljörer

### 2015
Se även Sambo vid europeiska spelen 2015.
Herrar
| Gren     | Guld                     | Silver                  | Brons                                                 |
| 57 kg    | Ajmergen Atkunov (RUS)   | Islam Gasumov (AZE)     | Uladzislau Burdz (BLR) · Vakhtangi Chidrashvili (GEO) |
| 74 kg    | Stsiapan Papou (BLR)     | Amil Gasimov (AZE)      | Kakha Mamulashvili (GEO) · Azamat Sidakov (RUS)       |
| 90 kg    | Alsim Tjernoskulov (RUS) | Andrei Kazusionak (BLR) | Davit Karbelashvili (GEO) · Radvila Matukas (LTU)     |
| + 100 kg | Artem Osipenko (RUS)     | Vasif Safarbajov (AZE)  | Jury Rybak (BLR) · Razmik Tonojan (UKR)               |

Damer
| Gren  | Guld                   | Silver                  | Brons                                              |
| 52 kg | Anna Kharitonova (RUS) | Nazakat Khalilova (AZE) | Magdalena Varbanova (BUL) · Ruta Aksionova (LTU)   |
| 60 kg | Jana Kostenko (RUS)    | Kalina Stefanova (BUL)  | Katsiaryna Prakapenka (BLR) · Daniela Hondiu (ROU) |
| 64 kg | Tatsiana Matsko (BLR)  | Olena Sayko (UKR)       | Anna Sjtjerbakova (RUS) · Sarah Loko (FRA)         |
| 68 kg | Ivana Jandrić (SRB)    | Volha Namazava (BLR)    | Celine Conde (FRA) · Olga Zakhartsova (RUS)        |

### 2019
Se även Sambo vid europeiska spelen 2019.
Herrar
| Gren     | Guld                         | Silver                   | Brons                                                 |
| 52 kg    | Tigran Kirakosyan (ARM)      | Aghasif Samadov (AZE)    | Andreij Kurbakov (RUS) · Givi Nadareishvili (GEO)     |
| 57 kg    | Vakhtangi Chidrashvili (GEO) | Sajan Chertek (RUS)      | Uladzislau Burdz (BLR) · Mehman Khalilov (AZE)        |
| 62 kg    | Ruslan Bagdasarian (RUS)     | Savvas Karakizidis (GRE) | Ivan Aniskevitj (BLR) · Genadi Chirgadze (GEO)        |
| 68 kg    | Aliaksandr Koksha (BLR)      | Mindia Liluashvili (GEO) | Nikita Kletskov (RUS) · Emil Hasanov (AZE)            |
| 74 kg    | Levan Nakhutsrishvili (GEO)  | Stanislav Skryabin (RUS) | Arsen Ghazaryan (ARM) · Stsiapan Papou (BLR)          |
| 82 kg    | Andrej Perepeljuk (RUS)      | Davit Grigoryan (ARM)    | Besarioni Berulava (GEO) · Tsimafei Yemelyanau (BLR)  |
| 90 kg    | Sergej Ryabov (RUS)          | Andreij Kazusionak (BLR) | Dmitrij Gerasimenko (SRB) · Paata Ghviniashvili (GEO) |
| 100 kg   | Daviti Loriashvili (GEO)     | Viktors Reško (LAT)      | Alsim Tjernoskulov (RUS) · Denis Tachii (MDA)         |
| + 100 kg | Beka Berdzenishvili (GEO)    | Jurij Rybak (BLR)        | Artem Osipenko (RUS) · Vladimir Gajić (SRB)           |

Damer
| Gren    | Guld                        | Silver                     | Brons                                               |
| 48 kg   | Jelena Bondareva (RUS)      | Anastasija Novikova (UKR)  | Anfisa Kapajeva (BLR) · Tsvetelina Tsvetanova (BUL) |
| 52 kg   | Diana Ryabova (RUS)         | Maryna Zharskaja (BLR)     | Irene Díaz (ESP) · Paulina Eshanu (MDA)             |
| 56 kg   | Tatjana Kazeniuk (RUS)      | Anastasija Archipava (BLR) | Laure Fournier (FRA) · Daniela Poroineanu (ROU)     |
| 60 kg   | Vera Harelikava (BLR)       | Sabina Artemciuc (MDA)     | Jana Kostenko (RUS) · Yaiza Jiménez (ESP)           |
| 64 kg   | Jekaterina Onoprienko (RUS) | Olena Sayko (UKR)          | Anda Valvoi (ROU) · Tatsiana Matsko (BLR)           |
| 68 kg   | Lucija Babić (CRO)          | Kateryna Moskalova (UKR)   | Marina Mochnatkina (RUS) · Volha Namazava (BLR)     |
| 72 kg   | Nino Odzelashvili (GEO)     | Anzhela Zhylinskaya (BLR)  | Galina Ambartsumian (RUS) · Natalija Smal (UKR)     |
| 80 kg   | Mariya Oryashkova (BUL)     | Zhanara Kusanova (RUS)     | Sviatlana Tsimashenka (BLR) · Halyna Kovalska (UKR) |
| + 80 kg | Anastasija Sapsai (UKR)     | Elene Kebadze (GEO)        | Anna Balasjova (RUS) · Alina Păunescu (ROU)         |